# BRD Bucharest Open
BRD Bucharest Open este un turneu internațional de tenis de câmp care face parte din circuitul WTA International și are loc în fiecare iulie la Arenele BNR din București, în prima săptămână după Wimbledon. Prima ediție a avut loc în anul 2014. Organizat de Federația Română de Tenis, BRD Bucharest Open este cel mai mare turneu de tenis din România.
A apărut ca înlocuitor al turneului de la Budapesta. Câștigătoarea primei ediții la feminin simplu este Simona Halep.

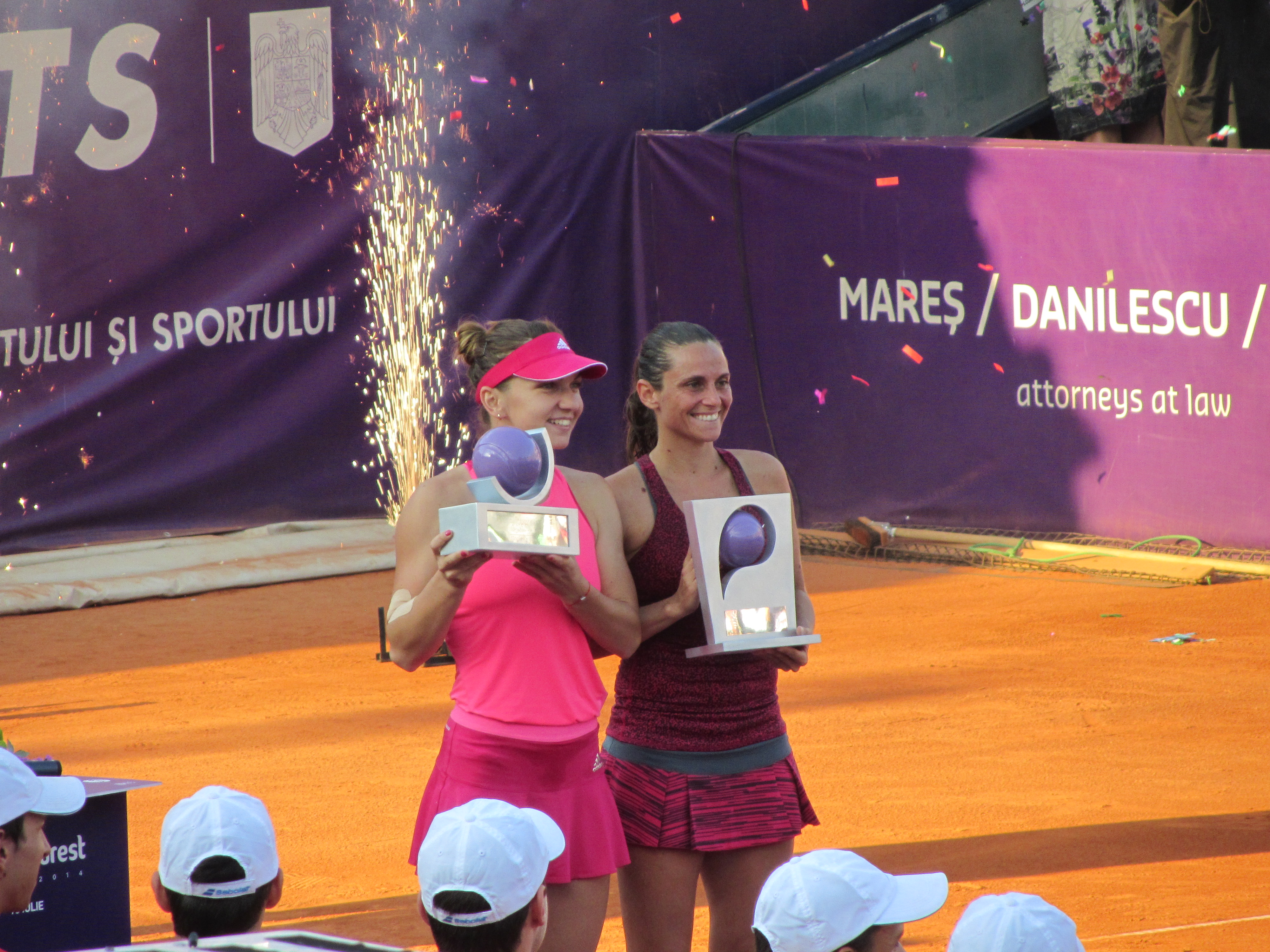
Simona Halep și Roberta Vinci la Bucharest Open 2014

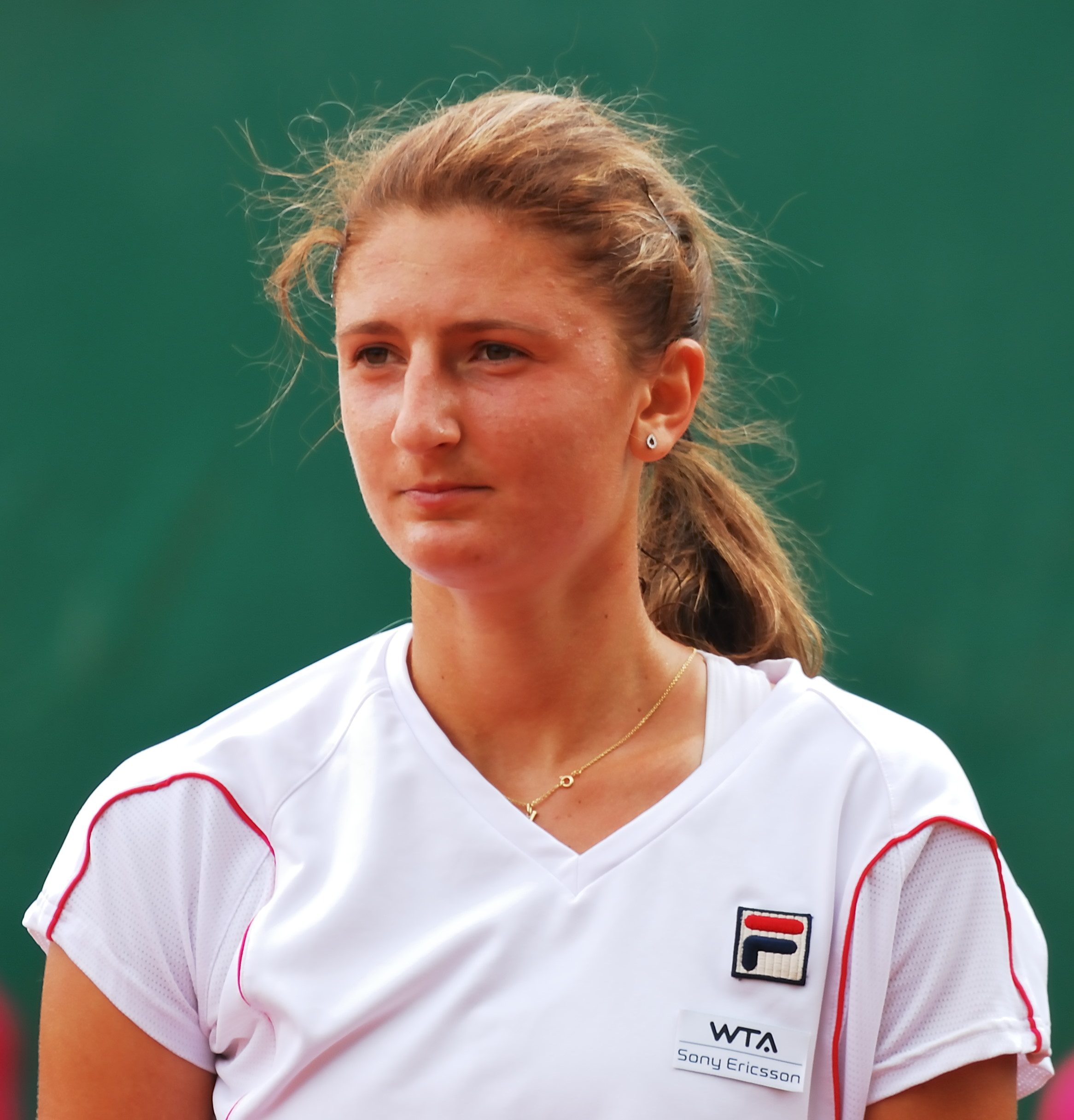
Irina-Camelia Begu a câștigat un titlu la simplu și două la dublu

## Rezultate

### Simplu
| An   | Campioană                 | Finalistă            | Scor          |
| ---- | ------------------------- | -------------------- | ------------- |
| 2014 | Simona Halep              | Roberta Vinci        | 6–1, 6–3      |
| 2015 | Anna Karolína Schmiedlová | Sara Errani          | 7–6(7–3), 6–3 |
| 2016 | Simona Halep (2)          | Anastasija Sevastova | 6–0, 6–0      |
| 2017 | Irina-Camelia Begu        | Julia Görges         | 6–3, 7–5      |
| 2018 | Anastasija Sevastova      | Petra Martić         | 7–6(7–4), 6–2 |
| 2019 | Elena Rîbakina            | Patricia Țig         | 6–2, 6–0      |

### Dublu
| An   | Campioni                              | Finaliști                              | Scor             |
| ---- | ------------------------------------- | -------------------------------------- | ---------------- |
| 2014 | Elena Bogdan Alexandra Cadanțu        | Çağla Büyükakçay Karin Knapp           | 6–4, 3–6, [10–5] |
| 2015 | Oksana Kalashnikova Demi Schuurs      | Andreea Mitu Patricia Maria Țig        | 6–2, 6–2         |
| 2016 | Jessica Moore Varatchaya Wongteanchai | Alexandra Cadanțu Katarzyna Piter      | 6–3, 7–6(7–5)    |
| 2017 | Irina-Camelia Begu Raluca Olaru       | Elise Mertens Demi Schuurs             | 6–3, 6–3         |
| 2018 | Irina-Camelia Begu (2) Andreea Mitu   | Danka Kovinić Maryna Zanevska          | 6–3, 6–4         |
| 2019 | Kristyna Pliskova Viktoria Kuzmova    | Elena-Gabriela Ruse Jaqueline Cristian | 6–4, 7–6(7–3)    |